# Talking Heads: 77
Talking Heads: 77 je debutové americké album art-punkové kapely Talking Heads vydané v roce 1977.

## Seznam skladeb

### Strana A
1. Uh-Oh, Love Comes to Town 2:48
2. New Feeling 3:09
3. Tentative Decisions 3:04
4. Happy Day 3:55
5. Who Is It? 1:41
6. No Compassion 4:47

### Strana B
1. The Book I Read 4:06
2. Don't Worry About the Government 3:00
3. First Week/Last Week…Carefree 3:19
4. Psycho Killer 4:19
5. Pulled Up 4:29

## Reedice
Na reedici vydané 2005 u Warner Bros / Sire Records / Rhino Records je navíc jako bonus:
1. Love → Building on Fire 3:00
2. I Wish You Wouldn't Say That 2:39
3. Psycho Killer (Acoustic Version) 4:20
4. I Feel It in My Heart 3:15
5. Sugar On My Tongue 2:36

## Žebříčky
Album se umístilo v roce 1978 na 97. místě Billboard Pop Albums a jako 60. UK Albums. Singl Psycho Killer s v tomtéž roce umístil na 92. místě Billboard Pop Singles.

Časopis Rolling Stone Archivováno 25. 7. 2020 na Wayback Machine. je roku 2003 zařadil na 290 místo v žebříčku 500 nejlepších alb všech dob.

Alan Cross jej ve své knize Alternative Music Almanach umístil na 5. místo

## Obsazení
- David Byrne - kytara, zpěv
- Jerry Harrison - kytara, klávesy, zpěv
- Chris Frantz - bicí
- Tina Weymouth - basa